# Interim di Ratisbona
L'Interim di Ratisbona (o Regensburg Interim) era un accordo temporaneo del 1541 in materia di religione, stipulato dall'Imperatore Carlo V con i protestanti, formalizzato da un decreto imperiale. La locuzione deriva dal carattere provvisorio (in latino interim vuol dire frattanto).
Esso è stato pubblicato a conclusione della Dieta imperiale il 29 luglio 1541, conosciuta come la Dieta di Ratisbona. Essa si basava sul risultato della precedente conferenza tra cattolici e protestanti, in cui era stato raggiunto un accordo sull'argomento della giustificazione e su altri punti della dottrina. Di conseguenza fu emanato l'editto "di chiusura" imperiale:
- che l'accordo sulle questioni religiose dovrebbe essere rinviato fino al prossimo Concilio generale o dieta imperiale;
- che nel frattempo i protestanti non dovrebbero andare oltre o contro gli articoli concordati;
- che una riforma ecclesiastica dovrà essere inaugurata dai prelati;
- che deve essere mantenuta la Pace di Norimberga (1532);
- che i Monasteri e le sedi dei Capitoli dovevano rimanere intatti;
- che gli ecclesiastici dovevano mantenere i loro possedimenti;
- che i protestanti non devono attirare chiunque al loro fianco (non devono fare proselitismo);
- che dovevano essere sospesi tutti i procedimenti giudiziari in materia di religione; che la corte imperiale di giustizia (Corte della Camera Imperiale) doveva restare come prima;
- e che l'editto imperiale di Augusta (1530) doveva rimanere in vigore.[1]

A causa dell'opposizione dei protestanti, Carlo V, in una dichiarazione segreta, ha loro reso concessioni che praticamente vanificano l'editto stesso. Gli articoli concordati dovevano essere accettati nel senso interpretato dai loro teologi; i monasteri e le sedi dei Capitoli potrebbero essere chiamati ad effettuare una riforma; gli ecclesiastici, i monasteri, e le sedi dei Capitoli, che avevano abbracciato la Confessione di Augusta, dovevano rimanere in pieno possesso delle loro proprietà; i protestanti non dovevano essere costretti dai principi cattolici ad abbracciare la loro fede, ma se qualcuno si avvicinava alla loro fede spontaneamente, non doveva essere ostacolato; i membri della corte imperiale di giustizia non dovevano essere disturbati, se diventavano protestanti; e l'editto di Augusta doveva avere forza di legge solo in materie di competenza non appartenenti alla religione.